# بائو شانجو
بائو شانجو (چینی: 鲍珊菊؛ زادهٔ ۳ نوامبر ۱۹۹۷) دوچرخه‌سوار اهل چین است.
وی در مسابقات کشوری و بین‌المللی در مجموع برندهٔ ۱ مدال طلا شده‌است.